# Vivian Wing-Wah Yam
Vivian Wing-Wah Yam  (n. 10 de febrero de 1963) CSci, CChem, FRSC, es una química de Hong Kong. Es conocida por su trabajo en química inorgánica y organometálica, fotofísica y la fotoquímica, en materiales luminiscentes, sensores espectroquímicos y de luminiscencia y en conversión de energía solar.
Es la persona más joven en ser elegida para la Academia china de Ciencias (en el 2013), y obtuvo en 2011 el Premio L'Oréal-UNESCO para Mujeres en Ciencia por su trabajo en materiales emisores de luz y métodos innovadores de capturar energía solar.

## Primeros años y educación
Nació en Hong Kong británico. Su profesora de biología fue una figura inspiradora que tuvo para elegir su profesión. Su interés por la ciencia y la naturaleza comenzó de muy joven y considera que siempre fue una persona muy racional y objetiva.
Yam estudió en una escuela de gramática anglicana. Recibió su título de grado en Química (1985) y PhD (1988) en la Universidad de Hong Kong (HKU).

## Carrera
En 1988, se convirtió en miembro del Departamento de Ciencia Aplicada en la Universidad de la ciudad de Hong Kong que, en aquel tiempo, no tenía ninguna instalación para la enseñanza de Química. Yam ayudó a establecer los primeros libros de química en la biblioteca y los primeros elementos de laboratorio. A finales de los años 1980s, gracias a su trabajo ingresó a Caltech. Después de un período en la Universidad de Rochester en 1990, estudió en el Imperial College London entre 1991 y 1992. Trabajó con el premio Nobel Geoffrey Wilkinson. Su investigación se orientó a la síntesis organometálica, que "estudia la luminiscencia de complejos con interacciones metal– metal". Trabajó con tetraetilo de plomo, el que en aquel tiempo no estaba prohibido como aditivo para combustibles. Este trabajo se encontraba en la frontera entre sustancias químicas orgánicas e inorgánicas.
Yam trabajó especialmente con los elementos osmio, platino y rutenio. Se incorporó a la facultad de la HKU en 2001, donde es profesora de Química y Energía. Fue becaria Fulbright en 2007.
En 2001, fue elegida miembro de la Academia de Ciencias de China, convirtiéndose en el miembro más joven. En 2006, fue elegida miembro de la Academia de Ciencias para el Mundo en Desarrollo y, en 2012, miembro del Foreign Associate de la Academia Nacional de Ciencias (Estados Unidos).

## Aplicaciones
Su investigación trata sobre los diodos orgánicos emisores de luz que son más brillantes y más eficaces que los diodos más viejos; su química posibilita displays más eficientes para teléfonos celulares y portátiles. Estos OLEDs puede ser depositados en plástico claro, vidrio o materiales menos usuales para mejorar las luminarias de automóviles y crear pantallas planas más grandes. Yam explica que estos dispositivos eficaces tienen un impacto en el consumo de energía mundial, dado que casi un quinto de la energía mundial se utiliza para crear luz. Además, ella considera que la teoría cuántica interna indica que se puenden desarrollar las lámparas basadas en metal conteniendo químicos que sean 100% eficientes.

## Premios y honores
Sus premios incluyen el Premio de Investigador Excepcional (Universidad de Hong Kong) (1999–2000), Diez Jóvenes Excepcionales de Hong Kong en 2002, Premios Mujeres Excepcionales Profesionales y Emprendoras (2005), Premio de Ciencia Natural Estatal (Segunda Clase, 2005), la Medalla Centenaria de la Sociedad Real de Química (2005/06), Premio Ho Leung Ho Lee para el Progreso Científico y Tecnológico (2011), Premio L'OREAL-UNESCO para Mujeres en Ciencia (2011) y el premio Ludwig Mond de Sociedad Real de Química (2015).  El Asteroide 83363 Yamwingwah, descubierto por Bill Yeung en 2001, fue nombrado en su honor, publicado por el Centro de Planetas Menores el 17 de mayo de 2011 (M.P.C. 75104).